# 飯口美穂
いいぐち みほ（旧芸名 飯口 美穂、1965年3月10日 - ）は、千葉県出身の女優である。身長160cm、70kg、特技は殺陣、日本舞踊、三味線。プロダクション・タンク所属

## 出演した主な作品

### テレビ
- 富豪刑事
- はぐれ刑事純情派（ANB / 東映）
  - 第12シリーズ 第10話「カラスが告発した真犯人!? 近所迷惑な女」（1999年）
- 爆竜戦隊アバレンジャー（36話）
- ハケンの品格
- おかみ三代女の戦い
- CAとお呼びっ!（1話）
- 世にも奇妙な物語 － つまらない男
- 相棒season4（4話）
- 誰よりも君のこと
- コスモ★エンジェル（19話）
- お通夜の人指し指
- 日本一の最低男 ※私の家族はニセモノだった 第9話（2025年3月6日、フジテレビ） - 銭湯の常連客 役[1]

### 舞台
- 変人奇身さんですか?
- 七変化
- 沈黙の少年
- 狢
- サン・ラザールの時計の方角に月町宛の手紙が届く

### 映画
- Hard Luck Hero

### Vシネマ
- 復讐の聖書
- パッパカパー

### CM
- スカイパーフェクTV!
- 「大人のきのこの山」「大人のたけのこの里」6秒動画シリーズ「大人のチョコスナック6秒劇場『きの子と竹彦』」（2017年9月 – 、明治）– 竹里タケ代 役[2]